# Colibrí d'Inagua
El colibrí d'Inagua (Nesophlox lyrura) és un ocell de la família dels troquílids (Trochilidae) que habita boscos poc densos, matolls i ciutats de Great i Little Inagua, a les illes Bahames.

## Taxonomia
Considerada antany una subespècie de Nesophlox evelynae, va ser recentment separat com una espècie de ple dret.